# Championnat des Seychelles de football 2000
Navigation
Saison précédente Saison suivante
La saison 2000 de Barclays First Division est la vingt-et-unième édition de la première division seychelloise. Les huit meilleures équipes du pays s'affrontent en matchs aller et retour au sein d'une poule unique. À la fin du championnat, le dernier du classement est relégué et remplacé par la meilleure équipe de deuxième division, et l'avant-dernier affronte le second de D2, lors d'un barrage.
C'est le club de Saint-Michel United qui a été sacré champion des Seychelles pour la quatrième fois de son histoire. Le club termine en tête du classement final du championnat, avec deux points d'avance sur Red Star FC et cinq sur Sunshine SC.
Saint-Michel United se qualifie pour la Ligue des champions de la CAF 2001.

## Les équipes participantes
| - Saint-Michel United - Red Star FC - Sunshine SC - Anse Réunion FC- Promu de D2 | - La Passe FC - Saint-Louis FC - Ascot - Rovers |

## Classement
Le classement est établi sur le barème de points classique (victoire à 3 points, match nul à 1, défaite à 0).
| Rang | Équipe               | Pts | J  | G  | N  | P  | Bp | Bc | Diff |
| ---- | -------------------- | --- | -- | -- | -- | -- | -- | -- | ---- |
| 1    | Saint-Michel UnitedT | 53  | 28 | 16 | 5  | 7  | 66 | 27 | +39  |
| 2    | Red Star FC          | 51  | 28 | 14 | 9  | 5  | 54 | 24 | +30  |
| 3    | Sunshine SCC         | 48  | 28 | 14 | 6  | 8  | 40 | 33 | +7   |
| 4    | Anse Réunion FCP     | 45  | 28 | 13 | 6  | 9  | 37 | 36 | +1   |
| 5    | La Passe FC          | 40  | 28 | 10 | 10 | 8  | 37 | 28 | +9   |
| 6    | Saint-Louis FC       | 36  | 28 | 8  | 12 | 8  | 46 | 40 | +6   |
| 7    | Ascot                | 21  | 28 | 5  | 6  | 17 | 31 | 59 | -28  |
| 8    | Rovers               | 14  | 28 | 4  | 2  | 22 | 22 | 86 | -64  |

| Légende : Qualifications et relégations | Légende : Qualifications et relégations                                                     |
| --------------------------------------- | ------------------------------------------------------------------------------------------- |
|                                         | Qualification pour la Ligue des champions de la CAF 2001                                    |
|                                         | Qualification pour la Coupe d'Afrique des vainqueurs de coupe de football 2001              |
|                                         | Participation au barrage de promotion-relégation                                            |
|                                         | Relégation directe en deuxième division                                                     |
|                                         | T : Tenant du titre P : Promu de deuxième division C : Vainqueur de la Coupe des Seychelles |

### Barrages Promotion/Relégation
L'avant-dernier de première division doit affronter le second de deuxième division pour une place en D1.
19 novembre 2000
- Ascot 4-1 Plaisance

Ascot reste en D1, Plaisance reste en D2

## Bilan de la saison
| Championnat des Seychelles de football 2000              |                                |
| Champion                                                 | Saint-Michel United (4e titre) |
| Coupes et trophées                                       |                                |
| Vainqueur de la Coupe des Seychelles 2000                | Sunshine SC                    |
| Qualifications continentales                             |                                |
| Ligue des champions de la CAF 2001                       | Saint-Michel United            |
| Coupe d'Afrique des vainqueurs de coupe de football 2001 | Sunshine SC                    |
| Promotions et relégations                                |                                |
| Promus en Barclays First Division                        | Light Stars FC                 |
| Relégués en Second Division                              | Rovers FC                      |